# Diecezja Auchi
Diecezja Auchi (łac. Diœcesis Auchiana) – diecezja rzymskokatolicka w Nigerii, sufragania metropolii benińskiej. Powstała w 2002.

## Główne świątynie
- Katedra: Katedra Niepokalanego Poczęcia Najświętszej Maryi Panny w Auchi

## Biskupi diecezjalni
- Bp Gabriel Ghieakhomo Dunia (od 2002)